# Martin de Tongres
 (septembre 2019).
Si vous disposez d'ouvrages ou d'articles de référence ou si vous connaissez des sites web de qualité traitant du thème abordé ici, merci de compléter l'article en donnant les références utiles à sa vérifiabilité et en les liant à la section « Notes et références ».
Martin de Tongres (mort vers 350) est le septième évêque de Tongres. Il aurait évangélisé la région de Hesbaye dans le Brabant (aujourd'hui en Belgique).